# Protostèlids
Els protostelials (Protosteliales) (ICBN) o protostèlids (Protosteliida) (ICZN) són un agrupament dels fongs mucilaginosos dins del fílum Mycetozoa. El nom pot variar depenent del codi de nomenclatura que es faci servir. Els noms inclouen Protostelia, i Protostelida. Quan no implica un nivell específic de classificació, es fa servir de vegades el terme "protostèlids" o "ameba protosteloide".
Són capaços de fer uns cossos fructífers senzills que consten d'una tija acel·lular encapçalada per una o poques espores. Totes les espècies són microscòpiques i típicament es troben en matèria de plantes mortes on consumeixen els bacteris, llevats o espores de fongs. Com que els prostèlids són ameboides que fan espores es considera que són fongs mucilaginosos.

## Distribució
Es troben en tots els continents incloent la península antàrtica. També es troben en illes isolades com Hawaii i Illa Ascension. Per tant, tenen una distribució cosmopolita.

## Classificació
Inclou, per exemple, els següents gèneres:
- Cavosteliaceae (família)
  - Planoprotostelium (gènere)
- Protosteliaceae (família)
  - Protostelium (gènere)

Protostelia s'ha descrit com parafilètic amb els protostèlids.